# Джеффри Бернард нездоров
«Дже́ффри Бе́рнард нездоро́в» (англ. Jeffrey Bernard is Unwell) — пьеса Кейта Уотерхауса о знаменитом лондонском журналисте-пьянице Джеффри Бернарде, впервые поставленная в Вест-Энде в 1989 году. Во время премьерных представлений реальный протагонист нередко появлялся среди зрителей. Пьеса была «коронной ролью» Питера О’Тула (1989, 1999) и Тома Конти (1989, 2006) и ставилась по всему миру.

## Сюжет
Джефри Бернард, знаковая фигура лондонской жизни, оказывается запертым на ночь в своём любимом пабе…
Название пьесы восходит к нередкой печатной строке в «The Spectator», которой еженедельник имел обыкновение формулировать извинение за отсутствующий материал, — когда автор его популярной колонки «Жизнь на дне» (англ. «Low Life»): был слишком пьян, или страдал от похмелья.

## Постановки
- В 1999 году возобновлённый спектакль с Питером О’Тулом был записан на плёнку.

## Публикации
- [Уотерхаус] Waterhouse, Keith. Jeffrey Bernard is Unwell: Acting Edition. — Lnd.: Samuel French, 1991. — 42 p. — ISBN 0573018049

### Пресса
- O’Toole’s triumphant return Архивная копия от 14 марта 2007 на Wayback Machine // BBC news. 1999. August 5.
- Brown, Peter. «Jeffrey Bernard» is Unwell at the Garrick : theatre reviewer // London Theatre Guide — Online. 2006. 20 June, — рецензия на спектакль в Гаррик-театре с Томом Конти
- «Jeffrey Bernard is Unwell» Архивная копия от 15 августа 2012 на Wayback Machine // www.thisistheatre.com (недоступная ссылка)